# Новороссийская епархия
Новоросси́йская епа́рхия — епархия Русской Православной Церкви, объединяющая приходы в западной части Краснодарского края (в границах городов Анапы, Геленджика и Новороссийска, а также Крымского, Славянского и Темрюкского районов). Входит в состав Кубанской митрополии.
Кафедральные храмы: Успенский собор в Новороссийске, Свято-Вознесенский и Андреевский соборы в Геленджике. Ведётся строительство Морского Никольского собора в Новороссийске.
В епархии действуют 97 храмов, в том числе 8 приписных храмов и 3 домовых храма при учреждениях.

## История
На Ставропольском Соборе 19-24 мая 1919 года, призванном организовать Временное высшее церковное управление на Юго-Востоке России для частей Русской Православной Церкви находившихся на территории занятой вооружёнными силами Юга России было принято решение о выделении самостоятельной Черноморской и Новороссийской епархии из состава Сухумской. Территория епархии, по-видимому, совпадала с Черноморской губернией с центром в Новороссийске. Правящим епископом стал епископ Сергий (Петров), однако в разгаре гражданской войны не было возможности для организации епархии. Титул архиепископа Черноморского и Новороссийского он сохранял до конца жизни в 1935 году.
1 августа 1955 года постановлением Священного Синода было учреждено Новороссийское викариатство Краснодарской епархии, однако уже в следующем году кафедра пресеклась.
12 марта 2013 года возрождена, будучи выделена из состава Екатеринодарской с включением в состав новоучреждённой Кубанской митрополии.

## Епископы
Черноморская и Новороссийская епархия
- Сергий (Петров) (май 1919—1920)
- Никодим (Кротков) (август — ноябрь 1920), временно управляющий частями Кубанской и Черноморской епархий[4]
- Сергий (Лавров) (11 марта 1921 — 25 января 1925), формально

Новороссийское викариатство
- Сергий (Костин) (14 августа 1955 — 17 сентября 1956)

Новороссийская епархия
- Феогност (Дмитриев) (14 апреля 2013 — 30 мая 2024)
- Василий (Кулаков) (30 мая — 25 июля 2024) в/у, митрополит Екатеринодарский
- Каллистрат (Романенко) (25 июля — 24 октября 2024)
- Сергий (Зятьков) (c 24 октября 2024)

## Благочиния и храмы
Епархия разделена на 6 церковных округов:
- Анапское благочиние (27 действующих храмов)
  - Храм Святого Онуфрия Великого (Анапа)
  - Храм иконы Божией Матери Умиление (Анапа)
  - Храм Серафима Саровского (Анапа)
- Геленджикское благочиние (11 действующих храмов)
  - Храм Преображения Господня (Геленджик)
  - Церковь Николая Чудотворца (Адербиевка)
- Крымское благочиние (12 действующих храмов)
- Новороссийское благочиние (16 действующих храмов)
- Славянское благочиние (86 действующих храмов)
- Темрюкское благочиние (86 действующих храмов)